# Sergio Postigo
Sergio Postigo Redondo (Madrid, 4 novembre 1988) è un calciatore spagnolo, difensore del Mirandés.

## Carriera

### Leganés
Nato a Madrid, cresce nelle giovanili del Leganés e nel 2007 entra a far parte della squadra riserve. Nella stagione 2007-2008 ottiene anche alcune presenze con la prima squadra in Segunda División B.

### Osasuna
Nel luglio 2010 passa all'Osasuna, dove gioca con la squadra riserve. Il 13 gennaio 2012 gioca per la prima volta in prima squadra, nella sconfitta casalinga per 1-2 contro il Barcellona in Copa del Rey.

### Getafe
Nel maggio 2012 rescinde con l'Osasuna e firma con il Getafe, giocando anche in questo caso con la squadra B. A luglio 2013 si svincola.

### Ritorno al Leganés
Una settimana dopo la rescissione con il Getafe, ritorna al Leganés, dove aveva iniziato la sua carriera. Nella sua seconda stagione esordisce in Segunda División, il 24 agosto 2014 nell'incontro con l'Alavés. Il primo gol arriva il 21 marzo 2015 contro il Betis Siviglia.

#### Spezia
Il 20 luglio 2015 si trasferisce in Italia, dove viene acquistato per 300000 € dallo Spezia. Fa il suo esordio con i liguri l'8 agosto nella sfida di Coppa Italia contro il Brescia, vinta per 1-0. La prima in Serie B arriva invece alla prima giornata di campionato, il 6 settembre, con il Bari. Segna il suo primo gol in campionato il 19 ottobre contro il Cesena, mentre la prima marcatura in Coppa Italia arriva il 1º dicembre con la Salernitana.

## Statistiche

### Presenze nei club
Statistiche aggiornate al 13 luglio 2019.
| Stagione         | Squadra          | Campionato       | Campionato | Campionato | Coppe nazionali | Coppe nazionali | Coppe nazionali | Coppe continentali | Coppe continentali | Coppe continentali | Altre coppe | Altre coppe | Altre coppe | Totale | Totale | Totale |
| Stagione         | Squadra          | Comp             | Pres       | Reti       | Comp            | Pres            | Reti            | Comp               | Pres               | Reti               | Comp        | Pres        | Reti        | Pres   | Reti   |        |
| ---------------- | ---------------- | ---------------- | ---------- | ---------- | --------------- | --------------- | --------------- | ------------------ | ------------------ | ------------------ | ----------- | ----------- | ----------- | ------ | ------ | ------ |
| 2009-2010        | Leganés          | SDB              | 4          | 0          | CR              | 0               | 0               | -                  | -                  | -                  | -           | -           | -           | 4      | 0      |        |
| 2010-2011        | Osasuna B        | SDB              | 3          | 0          | -               | -               | -               | -                  | -                  | -                  | -           | -           | -           | 3      | 0      |        |
| 2011-2012        | Osasuna          | PD               | 0          | 0          | CR              | 1               | 0               | -                  | -                  | -                  | -           | -           | -           | 1      | 0      |        |
| 2011-2012        | Osasuna B        | SDB              | 20         | 0          | -               | -               | -               | -                  | -                  | -                  | -           | -           | -           | 20     | 0      |        |
| Totale Osasuna B | Totale Osasuna B | Totale Osasuna B | 23         | 0          |                 | -               | -               |                    | -                  | -                  |             | -           | -           | 23     | 0      |        |
| 2012-2013        | Getafe B         | SDB              | 7          | 0          | -               | -               | -               | -                  | -                  | -                  | -           | -           | -           | 7      | 0      |        |
| 2013-2014        | Leganés          | SDB              | 15         | 0          | CR              | 3               | 0               | -                  | -                  | -                  | -           | -           | -           | 18     | 0      |        |
| 2014-2015        | Leganés          | SD               | 37         | 2          | CR              | 0               | 0               | -                  | -                  | -                  | -           | -           | -           | 37     | 2      |        |
| Totale Leganés   | Totale Leganés   | Totale Leganés   | 56         | 2          |                 | 3               | 0               |                    | -                  | -                  |             | -           | -           | 59     | 2      |        |
| 2015-2016        | Spezia           | B                | 28+3       | 2          | CI              | 3               | 1               | -                  | -                  | -                  | -           | -           | -           | 34     | 3      |        |
| 2016-2017        | Levante          | SD               | 36         | 2          |                 | -               | -               | -                  | -                  | -                  | -           | -           | -           | 36     | 2      |        |
| 2017-2018        | Levante          | PD               | 30         | 1          | CR              | 2               | 0               | -                  | -                  | -                  | -           | -           | -           | 30     | 1      |        |
| 2018-2019        | Levante          | PD               | 21         | 1          | CR              | 2               | 0               | -                  | -                  | -                  | -           | -           | -           | 21     | 1      |        |
| Totale Levante   | Totale Levante   | Totale Levante   | 87         | 4          |                 | 4               | 0               |                    | -                  | -                  |             | -           | -           | 91     | 4      |        |
| Totale carriera  | Totale carriera  | Totale carriera  | 204        | 8          |                 | 11              | 1               |                    | -                  | -                  |             | -           | -           | 215    | 9      |        |

## Palmarès
- Segunda Division: 1

Levante: 2016-2017